# АЕС Воттс-Бар
АЕС Воттс-Бар (англ. Watts Bar Nuclear Generating Station) — діюча атомна електростанція на південному сході США.
Станція розташована на березі річки Теннессі біля озера Воттс Бар в окрузі Рей штату Теннессі, між містами Чаттануґа і Ноксвілл.
АЕС має два діючих енергоблоки з реактором з водою під тиском (PWR) проєкту Westinghouse потужністю 1202 і 1218 МВт, відповідно.

## Історія будівництва
Станція Воттс-Бар з двома енергоблоками була закладена ще у 1972 році. Багато в чому через зниження попиту на електроенергію в регіоні в 1988 році будівництво обох енергоблоків було зупинено. На той момент другий енергоблок був готовий на 80 %. Перший реактор Воттс-Бар був підключений до мережі тільки в 1996 році і був останнім запущеним реактором в США до пуску другого реактора станції. У 2007 році рада директорів TVA погодилася з тим, що блок повинен бути добудований. Через аварії на АЕС Фукусіма-1 у Японії вимоги до атомної енергетики США були посилені. У результаті будівництво другого реактора АЕС Воттс-Бар знову затягнулося. Уперше він був синхронізований з енергосистемою країни 3 червня 2016 року. Однак через два дні реактор був тимчасово зупинений через проблеми з клапаном турбіни високого тиску.
Після введення в експлуатацію другого енергоблока склалася цікава ситуація. Найновішим серед усіх реакторів США став другий реактор АЕС Воттс-Бар, заснований на технології ще 1970-х років. Однак варто зазначити, що АЕС Воттс-Бар стала першою в Сполучених Штатах Америки, що пройшла перевірку безпеки після посилення заходів, пов'язаних з аварією на японській АЕС у 2011 році. Другий реактор вже отримав ліцензію від комісії з ядерного регулювання США строком на 40 років — до 2055 року.
У 2002 році станція Воттс-Бар отримала ліцензію на виробництво тритію від Міністерства енергетики США.

## Інформація по енергоблоках
| Енергоблок  | Тип реакторів                 | Потужність | Потужність | Початок будівництва | Фізпуск    | Підключення до мережі | Введення в експлуатацію | Закриття |
| Енергоблок  | Тип реакторів                 | Чиста      | Брутто     | Початок будівництва | Фізпуск    | Підключення до мережі | Введення в експлуатацію | Закриття |
| ----------- | ----------------------------- | ---------- | ---------- | ------------------- | ---------- | --------------------- | ----------------------- | -------- |
| Воттс-Бар-1 | PWR, W (4-контурний) (ICECND) | 1121 МВт   | 1202 МВт   | 20.07.1973          | 01.01.1996 | 06.02.1996            | 27.05.1996              | —        |
| Воттс-Бар-2 | PWR, W (4-контурний) (ICECND) | 1165 МВт   | 1218 МВт   | 01.09.1973          | —          | 03.06.2016            | —                       | —        |